# Charlie Mariano – Last Visits
Charlie Mariano – Last Visits ist ein deutscher Dokumentarfilm über die letzten Lebensjahre des US-amerikanischen Jazz-Saxophonisten Charlie Mariano.

## Inhalt
Man begleitet Charlie Mariano bei zwei Auftritten, im Studio 672 (Köln) und bei seinem Konzert zum 85. Lebensjahr im Theaterhaus Stuttgart. Mariano erläutert seinen Werdegang zum international anerkannten Jazzmusiker und es kommen Mitmusiker zu Wort.